# Rakliszki Stare
Rakliszki Stare (lit. Senosios Rakliškės) − wieś na Litwie, w gminie rejonowej Soleczniki, 5 km na północny zachód od Butrymańców, zamieszkana przez 9 osób. Przed II wojną światową w Polsce, w powiecie lidzkim województwa nowogródzkiego.